# Reinhard Klimmt
Reinhard Klimmt, né le 16 août 1942 à Berlin, est un homme politique allemand membre du Parti social-démocrate d'Allemagne (SPD).
Il devient en 1985 président du groupe SPD au Landtag de Sarre à la suite de l'arrivée au pouvoir du parti sous la direction d'Oskar Lafontaine. Désigné président du SPD de Sarre en 1996, il est investi ministre-président en 1998, après que Lafontaine ait été nommé ministre fédéral des Finances.
L'année suivante, il conduit les sociaux-démocrates aux élections législatives régionales mais perd le pouvoir au profit de la CDU. Le jour de la passation des pouvoirs, Gerhard Schröder le nomme ministre fédéral des Transports et des Travaux publics. Il doit démissionner au bout d'un an, à la suite d'un scandale financier.

## Biographie

### Jeunesse et débuts en politique
Il passe son adolescence à Osnabrück, en Basse-Saxe. Il suit initialement une formation de violoncelliste puis passe avec succès son baccalauréat. Il s'inscrit à l'université de la Sarre et étudie alors l'histoire.
Il adhère au Parti social-démocrate en 1964. Devenu écrivain à l'issue de ses études supérieures, il est élu en 1970 président des Jeunes du SPD (Jusos) en Sarre.

### Ascension en politique
Au cours des élections législatives régionales du 4 mai 1975, il se présente dans la circonscription de Sarrebruck. À 32 ans, il est élu député au Landtag de Sarre. À cette occasion, il renonce à présider les Jusos du Land. En 1976, il devient le président de la section sociale-démocrate de Sarrebruck.
Emmené par Oskar Lafontaine, le SPD remporte les élections régionales du 10 mars 1985 avec 26 députés sur 51. Klimmt est alors choisi pour occuper la présidence du groupe parlementaire, majoritaire pour la première fois depuis la Seconde Guerre mondiale. En 1986, il est désigné vice-président de la commission fédérale des Médias du parti.
Nommé président de la commission en 1990, il est élu au comité directeur fédéral en 1991. Il prend six ans plus tard la succession de Lafontaine comme président de la fédération du Parti social-démocrate dans la Sarre (SPD Saarland). Il renonce en conséquence à présider la section du parti à Sarrebruck.

### Ministre-président
Le 10 novembre 1998, Reinhard Klimmt est investi ministre-président de Sarre, à l'âge de 56 ans, par 27 voix favorables. Il prend alors la suite de Lafontaine, devenu ministre fédéral des Finances deux semaines plus tôt. Il nomme aussitôt son cabinet dans lequel Heiko Maas, 33 ans, est le seul nouveau ministre.
Pour les élections législatives régionales du 5 septembre 1999, il est chef de file du Parti social-démocrate d'Allemagne. Le SPD Saarland perd alors deux députés tandis que la CDU en fait élire cinq supplémentaires et remporte la majorité absolue.

### Ministre fédéral
Le 29 septembre, alors qu'il cède le pouvoir à Peter Müller, Reinhard Klimmt est nommé ministre fédéral des Transports, des Travaux publics et du Logement dans le premier gouvernement fédéral de coalition rouge-verte du chancelier fédéral social-démocrate Gerhard Schröder.
Son mandat ne dure qu'un an à peine: il est contraint à la démission le 16 novembre 2000. Il a effectivement été condamné pour des malversations remontant à l'époque où il présidait le club de foot 1. FC Sarrebruck.

### Collection Reinhard Klimmt
Depuis plusieurs décennies, Klimmt collectionne l'art traditionnel africain et, depuis 2002, il s'est aussi de plus en plus présenté au public en tant que collectionneur. La collection "Reinhard Klimmt : Afrique" a été exposée dans différents endroits d'Allemagne et dernièrement sous le patronage de Gerhard Schröder à Saint-Pétersbourg en Russie. Les critiques insinuent que la collection contient des copies et des contrefaçons, ce que Klimmt conteste en se référant à des expertises.